# Swiss Indoors Basel 2015 - Qualificazioni singolare
Le qualificazioni del singolare dello Swiss Indoors Basel 2015 sono state un torneo di tennis preliminare per accedere alla fase finale della manifestazione. I vincitori dell'ultimo turno sono entrati di diritto nel tabellone principale. In caso di ritiro di uno o più giocatori aventi diritto a questi sono subentrati i lucky loser, ossia i giocatori che hanno perso nell'ultimo turno ma che avevano una classifica più alta rispetto agli altri partecipanti che avevano comunque perso nel turno finale.

## Teste di serie
1. Adrian Mannarino (qualificato)
2. Albert Ramos Viñolas (primo turno)
3. Robin Haase (qualificato)
4. Jerzy Janowicz (qualificato)

1. Denis Kudla (ultimo turno, Lucky loser)
2. Nikoloz Basilašvili (primo turno)
3. Benjamin Becker (ultimo turno)
4. Dušan Lajović (qualificato)

## Qualificati
1. Adrian Mannarino
2. Dušan Lajović

1. Robin Haase
2. Jerzy Janowicz

### Lucky Loser
1. Denis Kudla

## Tabellone

### Legenda
| - Q = Qualificato - WC = Wild card - LL = Lucky loser | - ALT = Alternate - SE = Special Exempt - PR = Protected Ranking | - w/o = Walkover - r = Ritirato - d = Squalificato |

### Sezione 1
|  | Primo turno | Primo turno        | Primo turno        | Primo turno | Primo turno |  |  | Ultimo turno | Ultimo turno     | Ultimo turno | Ultimo turno | Ultimo turno |  |
|  |             |                    |                    |             |             |  |  |              |                  |              |              |              |  |
|  | 1           | Adrian Mannarino   | Adrian Mannarino   | 6           | 6           |  |  |              |                  |              |              |              |  |
|  |             | John-Patrick Smith | John-Patrick Smith | 4           | 4           |  |  | 1            | Adrian Mannarino | 6            | 2            | 6            |  |
|  |             | Filip Krajinović   | 2                  | 7           | 0r          |  |  | 5            | Denis Kudla      | 2            | 6            | 4            |  |
|  | 5           | Denis Kudla        | 6                  | 67          | 1           |  |  |              |                  |              |              |              |  |

### Sezione 2
|  | Primo turno | Primo turno          | Primo turno        | Primo turno | Primo turno |  |  | Ultimo turno | Ultimo turno    | Ultimo turno | Ultimo turno | Ultimo turno |  |
|  |             |                      |                    |             |             |  |  |              |                 |              |              |              |  |
|  | 2           | Albert Ramos Viñolas | 62                 | 6           | 3           |  |  |              |                 |              |              |              |  |
|  |             | Ruben Bemelmans      | 7                  | 1           | 6           |  |  |              | Ruben Bemelmans | 7            | 65           | 4            |  |
|  |             | Paul-Henri Mathieu   | Paul-Henri Mathieu | 67          | 3           |  |  | 8            | Dušan Lajović   | 63           | 7            | 6            |  |
|  | 8           | Dušan Lajović        | Dušan Lajović      | 7           | 6           |  |  |              |                 |              |              |              |  |

### Sezione 3
|  | Primo turno | Primo turno     | Primo turno     | Primo turno | Primo turno |  |  | Ultimo turno | Ultimo turno    | Ultimo turno    | Ultimo turno | Ultimo turno |  |
|  |             |                 |                 |             |             |  |  |              |                 |                 |              |              |  |
|  | 3           | Robin Haase     | Robin Haase     | 6           | 6           |  |  |              |                 |                 |              |              |  |
|  | WC          | Adrien Bossel   | Adrien Bossel   | 2           | 4           |  |  | 3            | Robin Haase     | Robin Haase     | 6            | 7            |  |
|  | WC          | Antoine Bellier | Antoine Bellier | 2           | 1           |  |  | 7            | Benjamin Becker | Benjamin Becker | 4            | 64           |  |
|  | 7           | Benjamin Becker | Benjamin Becker | 6           | 6           |  |  |              |                 |                 |              |              |  |

### Sezione 4
|  | Primo turno | Primo turno         | Primo turno         | Primo turno | Primo turno |  |  | Ultimo turno | Ultimo turno    | Ultimo turno    | Ultimo turno | Ultimo turno |  |
|  |             |                     |                     |             |             |  |  |              |                 |                 |              |              |  |
|  | 4           | Jerzy Janowicz      | Jerzy Janowicz      | 6           | 6           |  |  |              |                 |                 |              |              |  |
|  | WC          | Jaume Munar         | Jaume Munar         | 1           | 3           |  |  | 4            | Jerzy Janowicz  | Jerzy Janowicz  | 6            | 6            |  |
|  |             | Mikhail Youzhny     | Mikhail Youzhny     | 6           | 6           |  |  |              | Mikhail Youzhny | Mikhail Youzhny | 4            | 1            |  |
|  | 6           | Nikoloz Basilašvili | Nikoloz Basilašvili | 4           | 2           |  |  |              |                 |                 |              |              |  |